# Cousinia longifolia
Cousinia longifolia là một loài thực vật có hoa trong họ Cúc. Loài này được Winkl. & Bornm. mô tả khoa học đầu tiên năm 1897.